# Saint-Dié-des-Vosges-Est (tổng)
Tổng Saint-Dié-des-Vosges-Est là một tổng của Pháp, tọa lạc tại tỉnh Vosges trong vùng Lorraine của Pháp. Le canton fait partie de la deuxième circonscription des Vosges.

## Phân chia hành chính
Tổng Saint-Dié-des-Vosges-Est được chia thành 16 xã:
- Ban-de-Laveline: 1 216 dân
- Bertrimoutier: 336 dân
- Coinches: 331 dân
- Combrimont: 174 dân
- Frapelle: 209 dân
- Gemaingoutte: 122 dân
- Lesseux: 110 dân
- Nayemont-les-Fosses: 825 dân
- Neuvillers-sur-Fave: 254 dân
- Pair-et-Grandrupt: 439 dân
- Raves: 336 dân
- Remomeix: 444 dân
- Saint-Dié-des-Vosges (một phần của xã): 9 804 dân
- Sainte-Marguerite: 2 259 dân
- Saulcy-sur-Meurthe: 2 103 dân
- Wisembach: 428 dân

## Hành chính
|  | Bắt đầu nhiệm kỳ | Kết thúc nhiệm kỳ | Tổng ủy viên      | Đảng | Giám sát                                |
|  | ---------------- | ----------------- | ----------------- | ---- | --------------------------------------- |
|  | 1979             | 1989              | Christian Pierret | PS   | Futur Thị trưởng Saint-Dié              |
|  | 1998             | 2004              | Serge Vincent     | PS   | Premier Adjoint au Thị trưởng Saint-Dié |
|  | 2004             | 2011              | Roland Bedel      | UMP  | Thị trưởng Sainte-Marguerite            |